# زالتسبورگ (ایالت)
زالتسبورگ یکی از ایالت‌های کشور اتریش است. مرکز آن شهر زالتسبورگ است. زالتسبورگ در قدیم یک اسقف‌نشین مستقل در امپراتوری مقدس روم بود. این ایالت در شرق ایالت تیرول و در شمال ایالت کرنتن واقع شده‌است.